# Horvati (Trešnjevka)
Horvati su zagrebačko naselje u Gradskoj četvrti Trešnjevka – jug i Mjesnom odboru Horvati – Srednjaci.
U kvartu djeluje istoimena osnovna škola, Športska gimnazija Zagreb, kao i Športski park Mladost. Također, ovdje je smješteno i Studentsko naselje Stjepan Radić.
Teritorijalno pripadaju Rimokatoličkoj župi Marije Pomoćnice na Knežiji.